# میشال ریزدورفر
میشال ریزدورفر (مجاری: Riszdorfer Mihály؛ زادهٔ ۲۶ مهٔ ۱۹۷۷) قایقران کایاک، و قایقران کانو اهل اسلواکی است.